# 堀田正民
堀田 正民（ほった まさたみ、天明元年（1781年）- 天保9年8月19日（1838年10月7日））は、近江宮川藩の第6代藩主。堀田家宗家8代。
第5代藩主・堀田正穀の長男。正室は松山藩主・松平定国の養女（松平定諡の娘）。側室に松平氏。子は娘（堀田正義正室）。官位は従五位下、美濃守、豊前守、加賀守。
文化12年（1815年）2月6日、父の隠居により跡を継ぐ。文化14年（1817年）1月20日、大番頭に就任する。文政10年（1828年）9月12日、奏者番に就任する。天保9年（1838年）8月19日、58歳で死去し、跡を婿養子の正義が継いだ。
正民には、絵を描く趣味があったらしい。文政12年（1829年）日吉神社（長浜市）の曳山「颯々館」の見送幕に「雲龍図」を描き、天保4年（1833年）春には「瓢鮎図」（退蔵院蔵、国宝）を忠実に模写し（妙心寺の塔頭・麟祥院蔵）、全身骸骨の図を手掛けるなど数点の作品が知られている。
また、自然科学にも興味があり、多くの蝶や蛾の姿を色彩豊かに描いた『蜻蝶譜（せいちょうふ）』（内閣文庫所蔵）や、望遠鏡を用いて精密な観測を行ない制作した月面の地図『太陰之図』（文化1年、1813）が残されている。

## 系譜
父母
- 堀田正穀（父）
- 亀井氏 ー 側室（実母）
- 松平定温の娘（嫡母）

正室
- 浪 ー 松平定国の養女、松平定諡の娘

側室
- 松平氏

子女
- 堀田正義正室、生母は浪（正室）

養子
- 堀田正義 ー 戸田氏庸の三男